# Bernd Lange (Drehbuchautor)

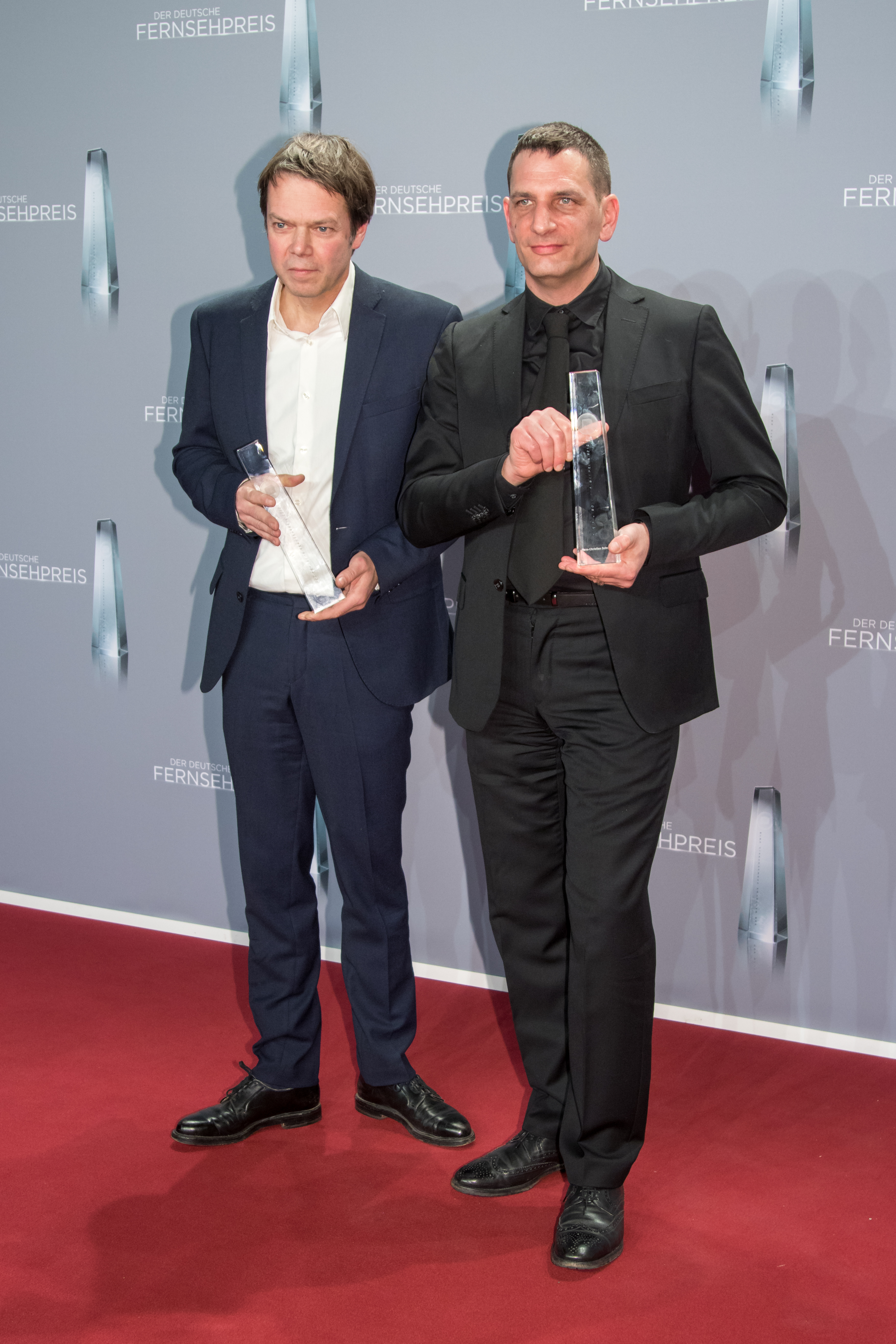
Hans-Christian Schmid und Bernd Lange (2018)

Bernd Lange (* 1974 in Herrenberg) ist ein deutscher Drehbuchautor und Regisseur.

## Leben
2003 machte er seinen Abschluss an der Filmakademie Baden-Württemberg in den Bereichen Drehbuch und szenischer Film. 2006 kam sein Film Requiem in die Kinos, bei dem Hans-Christian Schmid Regie führte. Für denselben Regisseur schrieb er die Skripte zu den Spielfilm Sturm (2009) und Was bleibt (2012). Seine Drehbücher brachten Lange Nominierungen für den Deutschen Filmpreis ein. Für Was bleibt erhielt er den Preis der deutschen Filmkritik. Das Drehbuch zu Das Verschwinden (2017) wurde mit dem Deutschen Fernsehpreis ausgezeichnet. Für seine Drehbücher Tatort: In der Familie I+II und Der Überläufer erhielt er 2021 den Bayerischen Fernsehpreis.
Bernd Lange lebt und arbeitet in Berlin.

## Filmografie (Auswahl)
- 2001: Militärisches Sperrgebiet – Regie / Drehbuch
- 2002: Weichei – Regie / Drehbuch
- 2005: Bomben auf Berlin – Regie / Drehbuch
- 2006: Requiem – Drehbuch
- 2006: Rabenbrüder – Regie
- 2007: Am Ende kommen Touristen – Drehbuchmitarbeit
- 2007: Schattenkinder (TV-Film) – Drehbuch
- 2009: Sturm – Drehbuch Koautor
- 2009: Tatort: Neuland Drehbuch
- 2011: Der Verdacht (TV-Film) – Drehbuch
- 2012: Was bleibt – Drehbuch
- 2013: Tod einer Polizistin  (TV-Film) – Drehbuch
- 2014: Akte Grüninger – Drehbuch
- 2016: Blaumacher (TV-Serie, Headwriter)
- 2017: Tatort: Goldbach Drehbuch
- 2017: Das Verschwinden (TV-Serie) – Drehbuch Koautor
- 2018: Polizeiruf 110: Der Fall Sikorska
- 2018: Der Kriminalist: Zuhause
- 2019: Criminal: Deutschland – Drehbuch
- 2020: Der Überläufer – Drehbuch
- 2020: Tatort: In der Familie – Drehbuch
- 2022: Tatort: Die Blicke der Anderen
- 2022: Strafe – Der Taucher (Drehbuch)
- 2022: Das Netz – Spiel am Abgrund (Drehbuch)
- 2022: Die Kaiserin – (Drehbuch)
- 2023: Tatort: Hochamt für Toni
- 2024: Tatort: Ad Acta